# Dalakalltjärnarna
Dalakalltjärnarna är en sjö i Bergs kommun i Jämtland och ingår i Ljusnans huvudavrinningsområde.